# Micrococca beddomei
Micrococca beddomei là một loài thực vật có hoa trong họ Đại kích. Loài này được (Hook.f.) Prain mô tả khoa học đầu tiên năm 1911.